# Yasmine Belkaid

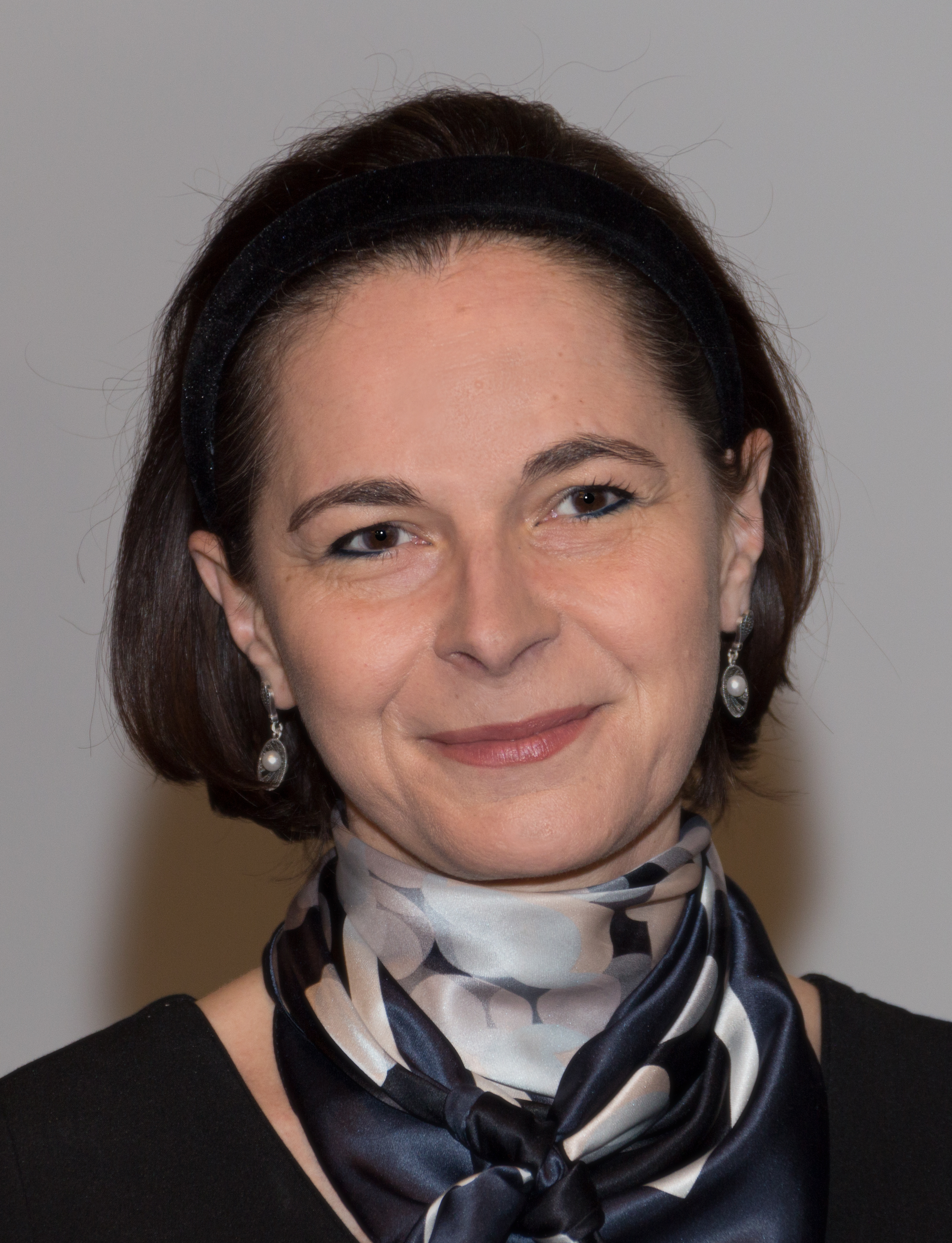
Yasmine Belkaid, 2017

Yasmine Belkaid (auch Belkaïd; * 1968 in Algier) ist eine algerisch-französisch-amerikanische Immunologin am National Institute of Allergy and Infectious Diseases (NIAID) und an der University of Pennsylvania. Seit Januar 2024 ist sie Präsidentin des Institut Pasteur in Paris.

## Leben
Yasmine Belkaid ist die Tochter des ehemaligen algerischen Ministers für Hochschulbildung, Aboubakr Belkaïd, der 1995 bei einem terroristischen Anschlag ums Leben kam. Ihre Mutter war Französin. Sie erwarb 1989 an der Université des sciences et de la technologie Houari-Boumediene einen Bachelor in Biochemie und 1990 ebendort einen Master. 1991 erwarb sie an der Universität Paris-Süd beziehungsweise dem Institut Pasteur ein Diplôme d’études approfondies und 1996 einen Ph.D. in Immunologie. Als Postdoktorandin arbeitete sie am National Institute of Allergy and Infectious Diseases (NIAID). 2002 erhielt sie eine Professur am zusätzlich einen Lehrauftrag (Adjunct Professor) an der University of Pennsylvania.
Im März 2023 wurde sie zur Präsidentin des Institut Pasteur ernannt und trat dieses Amt im Januar 2024 an.

## Forschung
Belkaid arbeitet zum Zusammenwirken von Mikroorganismen und Immunsystem an den wichtigsten Grenzen zwischen dem Individuum und seiner Umgebung, der Haut und der Darmschleimhaut. Sie erforscht die Rolle des Mikrobioms bei der Kontrolle der Immunabwehr, gewebe-spezifische Immunregulation und Immunität sowie die Rolle der Ernährung bei der Immunantwort. Sie untersucht insbesondere die Erreger Leishmania major, Toxoplasma gondii, Cryptosporidium und Microsporidium spp. Sie gilt als Expertin für die Immunologie der Schleimhaut.
Laut Datenbank Scopus hat Belkaid einen h-Index von 105, laut Google Scholar einen von 116 (jeweils Stand August 2025).

## Auszeichnungen
- 2013 Goldmedaille der International Union of Biochemistry and Molecular Biology
- 2016 Prix Sanofi International Mid-Career[3]
- 2016 Mitglied der American Academy of Microbiology der American Society for Microbiology[9]
- 2017 Emil-von-Behring-Preis der Philipps-Universität Marburg[1][10]
- 2017 Mitglied der National Academy of Sciences[11]
- 2018 Mitglied der National Academy of Medicine[12][13]
- 2019 Lurie Prize in Biomedical Sciences[14]
- 2020 Mitglied der American Academy of Arts and Sciences
- 2021 Mitglied der European Molecular Biology Organization
- 2021 Robert-Koch-Preis
- 2025 Auswärtiges Mitglied der Royal Society